# Vingrom
Vingrom este o localitate din comuna Lillehammer, provincia Oppland, Norvegia, cu o suprafață de 0,5 km² și o populație de 490 locuitori (2013).